# Prohegetoteri
Els prohegetoteris (Prohegetotherium) són un gènere extint de mamífers notoungulats de la família dels hegetotèrids que visqueren a Sud-amèrica des de l'Oligocè superior fins al Miocè inferior, fa entre 16,3 i 28,4 milions d'anys. Se n'han trobat fòssils a l'Argentina, Bolívia i l'Uruguai. Són els representants més antics coneguts de la seva família. La fusió de la tíbia i el peroné a la part superior del turmell fa pensar que eren bons saltadors. El nom genèric Prohegetotherium significa ‘abans d'Hegetotherium’.